# Thyrgis phlegon
Thyrgis phlegon är en fjärilsart som beskrevs av Druce 1885. Thyrgis phlegon ingår i släktet Thyrgis och familjen björnspinnare. Inga underarter finns listade i Catalogue of Life.